# Луї Франсуа дю Плессі, герцог де Рішельє
Арман дю Плессі де Рішельє (фр. Armand de Vignerot du Plessis вимовляється: [aʁmɑ̃ d(ə) viɲəʁo dy plɛsi], 13 березня 1696 —8 серпня 1788) — французький державний та військовий діяч, маршал, пер Франції.

## Імена
- Луї Франсуа Арман де Він'єро дю Плессі де Рішельє (фр. Louis François Armand de Vignerot du Plessis de Richelieu)

## Біографія
Походив з аристократичного роду Рішельє. Його хресним був король Людовик XIV. Замолоду Рішельє вів гультяйській спосіб життя. Тому король у 1711 році на прохання батька запроторив Луї до Бастилії, де той провів 14 місяців. У 1716 році знову опинився у Бастилії внаслідок участі у забороненому герці. У 1719 році брав участь у змові Челламаре проти Філіппа Орлеанського.
Разом з тим у 1720 році Рішельє обирають до Французької академії. 1725–1729 роках був французьким послом у Відні, де проявив себе з найкращого боку. 1 січня 1729 року його возводять у кавалери Ордена Святого Духа. У 1731 році обирається почесним членом Академії наук.
У 1733–1734 роках Рішельє бере активну участь у війні за польську спадщину. Воює на Рейні. Згодом був активним учасником Війни за австрійську спадщину. Саме завдяки його діям у 1745 році французи розбили своїх ворогів при Фонтенуа. ще раніше, у 1743 році, стає першим камергером короля. У 1748 році отримує звання маршала.
У 1755 році призначається губернатором Гієні, де продовжував вести розпусний спосіб життя. Згодом, йому було доручено захопити у англійців о. Менорку (в цей час йшла Семирічна війна). Рішельє у 1756 році захопив форт Сан-Фелипе, а потім зовсім очистив острів від ворога. З цим періодом пов'язано винайденя майонезу кухарем Рішельє (назва пішла від форта Маон, де перебував тоді герцог). У 1757 році він спустошив Ганновер, володарем якого був король Великої Британії. Після завершення Семирічної війни Рішельє більшу частину життя проводив у Парижі. Він виступав проти фаворитки короля маркизи де Помпадур. Тому деякий час був усунений від справ. Після смерті останньої у 1764 році був знову викликаний до королівського двору. Згодом також виступав проти іншої королівської фаворитки дю Баррі. Не подобалася йому також дружина Людовика XVI — Марія Антуанета. Тому його то віддаляли від двору, то знову повертали милість. Помер він 8 серпня 1788 року.

## Літературна діяльність
Написав мемуари, які вийшли друком у 1790–1791 роках. тут він надає опис свого життя, політичних та світських подій, свідком яких він був. Водночас розмірковує над тактичними прийомами бою, військовою стратегією.

## Родина
1. Дружина —Ганна Катерина де Ноаль (1694–1716)
2. Дружина — Єлизавета Софія Лотаринзька (1710–1740)
Діти:
- Антуан (1736–1791), 4-й герцог де Рішельє
- Жанна Софія Елізавета Луїза Арманда Септиманія (1740–1773)

3. Дружина — Жанна Лавокс (1734–1815)